# Cumbre Paragüito
La Cumbre Paragüito es una formación de montaña ubicada en el extremo norte del Municipio Bejuma (Carabobo), Venezuela. A una altitud de 1.717 m s. n. m. la Cumbre Paragüito es una de las montañas más altas en Carabobo. Constituye parte del límite oeste de Carabobo con el vecino estado de Yaracuy.

## Ubicación
La Cumbre Paragüito se encuentra al oeste de Canoabo. Sobre su falda norte se ubica la represa de Canoabo. Más al norte se continúa con la Fila Media Luna a 312 m s. n. m. hasta llegar a la Autopista Centro Occidental Cimarrón-Andresote que lleva a la bahía de Morón al oeste de Puerto Cabello.